# Борщівський район
Борщі́вський райо́н — колишня адміністративно-територіальна одиниця, один із сімнадцяти районів Тернопільської області, був розташований в її південно-східній частині. Територія — 1006 км² (7.2% території Тернопільщини) — був третім за площею районом в області після Теребовлянського і Гусятинського. В районі розташовані крайні південна та східна точка Тернопільщини. На півночі межував з Чортківським, на заході із Заліщицьким районами, на півдні від Хотинського і Заставнівського району Чернівецької області район відділяла річка Дністер, через котру в межах району не було жодного мосту, межа з Кам'янець-Подільським та Чемеровецьким районами Хмельницької області, що розташовані на сході, проходила по річці Збруч.
17 липня 2020 року, після ліквідації Борщівського району, увійшов до складу Чортківського району.

## Географія

### Рельєф
Місцевість району належить до лісостепової зони, відрізняється розчленованим рельєфом, значною глибиною ерозійного врізу річок, каньйоноподібними річковими долинами зі стрімкими схилами та вузькими руслами.
Село Окопи — найнижча точка рельєфу області (116 м над рівнем моря).

### Корисні копалини
Поклади гіпсу, вапнякового пісковику, глини, каменю, мінеральні джерела.

### Річки
Найбільша річка — Дністер одночасно служить південною межею району, утворює кілька поворотів, найбільші з яких від села Колодрібки до Устя, від Устя до Мельниці-Подільської та південніше села Вільховець. Два перші повороти утворюють півострів-меандр з характерним мікрокліматом, на якому розташоване село Горошова.
Усі інші річки району належать до басейну Дністра, гирла 2 найбільших з них: Збруча та Нічлави розташовані на території району. Окрім того в північно-східній частині протікає річка Серет.

### Ґрунти
Найпоширеніший тип ґрунтів — сірі-опідзолені.

### Клімат
Агрокліматичний район називають «теплим Поділлям», тут найдовша на Тернопільщині тривалість літнього сезону.

## Історія

### Княжий період
У складі Київської Русі за князювання Володимира Святославовича.
Відтак у складі Галицько-Волинського князівства.

### Польський період
Входило до Червоногородського повіту Подільського воєводства.
З XV століття розвиваються містечка, у 1443 році — Скала, 1629 року Борщів, 1646 року Збриж, 1700 року Окопи Святої Трійці, 1767 року Мельниця отримали магдебурзьке право.

### Австрійський період
Утворено Борщівський повіт, що відповідає сучасному Борщівському району. Поділ по Збручу відтоді розділив села та містечка над річкою на лівобережні та правобережні, що збереглося й понині: Збриж, Кудринці, Боришківці та інші села поділені на дві частини, одні адміністративно підпорядкові Борщівському, інші — Кам'янець-Подільському району.
1848 року усіх селян звільнено від кріпацтва.

### Українська революція. Міжвоєнний період
З листопада 1918 року Борщівський повіт у складі Тернопільської області ЗУНР. На Борщівщині побував Симон Петлюра, звідси проводилися основні наступальні дії в ході Чортківської офензиви.
1930 року в селах і містечках району пройшла пацифікація.
Під час Голодомору 1932–1933 років на Борщівщину втікали селяни з сусіднього Кам'янець-Подільського району.

### Друга світова війна
З вересня 1939 року Борщівський повіт окупований Червоною армією. Розпочалися репресії проти членів ОУН, інтелігенції та духовенства. 1940 року утворено 3 райони: Борщівський, Мельнице-Подільський, Скала-Подільський.
З 1942 року діяли загони УПА. Зокрема, відбувся бій з більшовиками на буковинській стороні Дністра, поблизу хутора Зелена Липа.

### Повоєнний період
До кінця 1940-х років більшовики засобами НКВС в основному примусили УПА піти в глибоке підпілля. У 1946 році був організований ВКП(б) голод, Борщівщина особливо потерпала, позаяк того року була велика посуха і «бідний» урожай. Задля порятунку, селяни їздили в північні райони Тернопільщини, зокрема, на Бережанщину, вимінювали їжу за різні вироби.
21 січня 1959 року до складу Борщівського району увійшов Скала-Подільський район.

### Після радянської окупації
25 травня 2014 року відбулися Президентські вибори України. У межах Борщівського району було створено 77 виборчих дільниць. Явка на виборах складала — 74,93 % (проголосували 40 454 із 53 986 виборців). Найбільшу кількість голосів отримав Петро Порошенко — 55,4 % (22 410 виборців); Юлія Тимошенко — 19,74%  (7 984 виборців), Олег Ляшко — 11,24 % (4 546 виборців), Анатолій Гриценко — 6,07 % (2 454 виборців); Олег Тягнибок — 2,88 % (1 164 виборців). Решта кандидатів набрали меншу кількість голосів. Кількість недійсних або зіпсованих бюлетенів — 0,57 %.
17 липня 2020 року, район ліквідовано, територія увійла до складу Чортківського району.

## Адміністративний поділ
У районі 73 населених пункти, з них:
- місто Борщів,
- 2 смт: (Скала-Подільська та Мельниця-Подільська)
- 70 сіл.

## Населення
Розподіл населення за віком та статтю (2001):
| Стать | Всього | До 15 років | 15-24 | 25-44  | 45-64 | 65-85 | Понад 85 |
| --- | ------ | ----------- | ----- | ------ | ----- | ----- | -------- |
| Чоловіки | 35 136 | 7224        | 5006  | 10 637 | 7718  | 4402  | 149      |
| Жінки | 40 217 | 6869        | 4535  | 10 192 | 9449  | 8473  | 699      |
| \| Статево-вікова піраміда \| Статево-вікова піраміда \| Статево-вікова піраміда \| \| ----------------------- \| ----------------------- \| ----------------------- \| \| Чоловіки \| Вік \| Жінки \| \| 149 \| 85 + \| 699 \| \| 312 \| 80-84 \| 905 \| \| 811 \| 75-79 \| 2118 \| \| 1459 \| 70-74 \| 2649 \| \| 1820 \| 65-69 \| 2801 \| \| 1947 \| 60-64 \| 2764 \| \| 1559 \| 55-59 \| 1977 \| \| 2003 \| 50-54 \| 2362 \| \| 2209 \| 45-49 \| 2346 \| \| 2862 \| 40-44 \| 2648 \| \| 2607 \| 35-39 \| 2546 \| \| 2630 \| 30-34 \| 2488 \| \| 2538 \| 25-29 \| 2510 \| \| 2419 \| 20-24 \| 2353 \| \| 2587 \| 15-20 \| 2182 \| \| 2754 \| 10-14 \| 2647 \| \| 2498 \| 5-9 \| 2404 \| \| 1972 \| 0-4 \| 1818 \| |        |             |       |        |       |       |          |
| Статево-вікова піраміда |        |             |       |        |       |       |          |
| Чоловіки | Вік    | Жінки       |       |        |       |       |          |
| 149 | 85 +   | 699         |       |        |       |       |          |
| 312 | 80-84  | 905         |       |        |       |       |          |
| 811 | 75-79  | 2118        |       |        |       |       |          |
| 1459 | 70-74  | 2649        |       |        |       |       |          |
| 1820 | 65-69  | 2801        |       |        |       |       |          |
| 1947 | 60-64  | 2764        |       |        |       |       |          |
| 1559 | 55-59  | 1977        |       |        |       |       |          |
| 2003 | 50-54  | 2362        |       |        |       |       |          |
| 2209 | 45-49  | 2346        |       |        |       |       |          |
| 2862 | 40-44  | 2648        |       |        |       |       |          |
| 2607 | 35-39  | 2546        |       |        |       |       |          |
| 2630 | 30-34  | 2488        |       |        |       |       |          |
| 2538 | 25-29  | 2510        |       |        |       |       |          |
| 2419 | 20-24  | 2353        |       |        |       |       |          |
| 2587 | 15-20  | 2182        |       |        |       |       |          |
| 2754 | 10-14  | 2647        |       |        |       |       |          |
| 2498 | 5-9    | 2404        |       |        |       |       |          |
| 1972 | 0-4    | 1818        |       |        |       |       |          |

Українці становлять 98,7 % мешканців, проживають також росіяни, поляки, євреї.

### Мова
Мовні меншини, до яких належать російська, білоруська, болгарська, вірменська, гагаузька, молдовська, німецька, польська, румунська, угорська та єврейська, присутні в більшості населених пунктів району. Мовних меншин немає у селах Зелене, Монастирок, Юр'ямпіль, Дубівка, Збриж, Верхняківці, Окопи, Трубчин, Трійця, Михайлівка, Тулин, Залуччя, Констанція, Грабівці, Підпилип'я та Михалків.
На Борщівщині побутує наддністрянський говір з деякими перехідними рисами, характерними для сусідніх покутсько-буковинського та подільського діалектів.

### Релігія
Кількість діючих церков — 103.
| Назва церкви                  |  | Кількість церков |  | Священнослужителів |  |
| ----------------------------- |  | ---------------- |  | ------------------ |  |
| Українська Православна Церква |  | 1                |  | 1                  |  |
| УПЦ-КП                        |  | 26               |  | 17                 |  |
| УАПЦ                          |  | 10               |  | 7                  |  |
| РКЦ                           |  | 8                |  | 3                  |  |
| Свідки Єгови                  |  | 5                |  | 5                  |  |
| ХВЄ                           |  | 1                |  | 1                  |  |
| УГКЦ                          |  | 52               |  | 27                 |  |

## Транспорт
У Борщівському районі діє залізничний та автомобільний транспорт. Залізниця прокладена до початку Першої світової війни, нині належить до Тернопільської дирекції Львівської залізниці. Станом на 2013 рік курсував лише один приміський поїзд сполученням Тернопіль — Іване-Пусте, проте окрім цієї ділянки є відгалуження на Скалу-Подільську з однією проміжною станцією у Іванкові. Залізничні станції — Борщів, Вовківці-Турильче, Гермаківка, Іване-Пусте, Озеряни, Пилатківці.
Через район проходять автошляхи Тернопіль-Кам'янець-Подільський, Іване-Пусте-Касперівці та інші.

## Економіка

### Промисловість
Найбільші підприємства:
- Борщівський спиртозавод
- Борщівський цукровий завод
- Борщівський масло-сир завод,
- «Тютюн Імпекс».

### Сільське господарство
У районі 14 ТОВ, серед яких «Прогрес», «Колос», «Сокіл», «Рап Соя Трейдинг» тощо;
- ЗАТ «Птахофабрика Борщівська».

Діяло 28 ПАП, найбільші з них:
- «Перемога»,
- «Земля»,
- «Юр'ямпільське».

## Освіта та культура
У районі:
- 62 загальноосвітніх шкіл,
- 15 дитячих дошкільних закладів,
- 4 школи естетичного виховання,
- школа мистецтв,
- ДЮСШ,
- 2 будинки творчості,
- станція юних техніків,
- Борщівський агротехнічний коледж,
- філія Товстен. СПТУ,
- 2 музеї — історично-краєзнавчий і художньо-меморіальний,
- 71 заклад культури,
- 65 бібліотек, Борщівська центральна бібліотека сайт — http://biblioteka-bor.ucoz.ua [Архівовано 9 квітня 2022 у Wayback Machine.]
- кінотеатр,
- Будинок культури,
- Палац студентів.

Звання «народний» удостоєні 17 аматорських колективів. У районі діють:
- ансамбль пісні й танцю «Збручани»,
- оркестр народної музики,
- естрадно-симфонічний оркестр,
- зразковий дитячий хор «Пролісок»,
- хорова капела «Елегія»,
- хор районної лікарні,
- хор агротехнічного коледжу.

## Охорона здоров'я та рекреація
У районі діють:
- 3 лікарні,
- 2 поліклініки,
- 9 амбулаторій,
- 2 фельдшерсько-оздоровчих пункти,
- 56 ФАП,
- районний табір відпочинку дітей «Лісова пісня»,
- оздоровчий комплекс «Збруч».

Бази відпочинку:
- ТАНГ,
- ТДПУ,
- Чортківського медичного коледжу,
- санаторій реабілітації (село Більче-Золоте).

## Спорт
- Футбольна команда «Борщів»,
- 36 футбольних
- 22 волейбольних команд.

## Пам'ятки
За кількістю пам'яток історії, культури та природи Борщівський район займає одне з провідних місць в Україні.

### Археологічні знахідки
На території району:
- палеолітичні стоянки (60 тис. р. до н. е.),
- поселення й окремі пам'ятки трипільської культури,
- печера Вертеба — всесвітньовідома пам'ятка археології та природи,
- пам'ятка Михалківський скарб,
- скіфські та ранньослов'янські старожитності (жертовний камінь печерного храму 9 ст.) тощо.

### Архітектурні пам'ятки
У Борщівському районі 28 пам'яток національного (1-ше місце в області разом з Кременецьким районом) та 96 місцевого значення, руїни середньовічних оборонних замків XVI—XVIII століть у Кудринцях, Кривчу, Скалі-Подільській, Окопах, Висічці, залишки оборонної системи римлян — Траянів вал, 10 давньоруських городищ тощо.

### Пам'ятки архітектури місцевого значення
Церкви, костели, каплиці, громадські споруди, комплекс в Скалі, службові споруди:
- Церкви Святої Трійці у Бабинцях (1869), Святого Михаїла у Білівцях (1875), Святого Михаїла у Більче-Золотому (1871), Святого Дмитрія у Вербівці (1890), Успіння Пресвятої Бородиці в Гермаківці (1834), Успіння Пресвятої Бородиці в Дзвинячці, Преображення Ісуса Христа у Жилинцях (1905), костел в Бережанці (1869), дерев'яна церква у селі Грабівці (XVII—XVIII століття), дерев'яна церква у селі Дубівка (XVII—XVIII століття), дерев'яна церква Святого Симеона у селі Дубівка (1909), костел у Бурдяківцях (1871), костел у Верхняхівцях (1890), костел у селі Вигода (1890), костел у Висічці (XIX століття), костел у Гермаківці (кінець XIX—початок XX століття), костел у селі Глибочок (1890), костел у селі Жилинці (1909),
- Лікарні в Борщеві (1905), костел у селі Заліся, Церква Святого Михаїла у селі Залуччя (1861), костел у селі Збручанське (XVIII століття), церква Вознесіння Христового в Зеленій (1924), костел в селі Зоряне, церква у Кривчу, церква святої Покрови у Кривчу (1896), дзвіниця церкви святої Покрови у Кривчу (1896), каплиця у Кривчу (XVII століття), костел у Кривчу (XVII століття), Церква Святого Миколая у Кривчу (XVI століття), Церква Благовіщення Пречистої Діви Марії у Латківцях (1895), костел у Лосячі (XIX століття), костел у Мельниці-Подільській (XIX століття), церква Святого Михаїла у Мельниці-Подільській (1722), костел у Михайлівці (1854), Церква Різдва Христового (1854), Церква Святого Михаїла у Михалкові (1780), Церква Святого Миколая у Мишківцях (1898), Церква Успіння у Мушкарові (1910), Церква Вознесіння у Нижньому Кривчу (XVII століття), дерев'яна дзвіниця церкви Вознесіння у Нижньому Кривчу (XVII століття), костел у Ниврі (1910), Церква Архістратига Михаїла у Ниврі (1871), костел в Озерянах (1875), церква в Озерянах (XVIII століття), костел у Окопах (XVIII століття), дерев'яна Церква Преображення Ісуса Христа в Окопах (1867), костел в Олексинцях (1867), Церква Святого Якова в Панівцях (1852), церква у Пилипчу (XIX століття), Церква Пресвятої Богородиці у Пилипчу (XIX століття), Дзвіниця Миколаївської церкви у Пищатинцях (1759), костел у Пищатинцях (початок XX століття), костел у Пищатинцях (XIX століття), Церква Святого Михаїла у Пищатинцях (1816), церква святого Антонія у Підпилип'ї (1895), костел у Циганах, костел у Скалі-Подільській, Церква святого Миколая у Скалі (1882), каплиця у Скалі (кінець XIX століття), каплиця у Скалі (кінець XIX століття), Костел Вознесіння Діви Марії у Скалі (1719), каплиця (1937), синагога (початок XX століття), Церква Святого Михаїла у Сков'ятині (1824), костел у Стрілківцях, Церква Святого Миколая у Трубчині (1854), костел у Турильчу, костел в Урожайному, костел в Устю, Церква Святої Параскеви в Худіївцях (1730), Церква Святого Симеона в Циганах (1909), Церква Святого Петра і Павла в Циганах (1905), костел початку XX століття в Циганах, костел у Шершенівці, Церква Преображення Господнього у Шершенівці (1901), Церква Святого Дмитрія 1840 року в селі Юр'ямпіль;
- Народний будинок у Борщеві (1905), Польський народний дім у Скалі (1930), читальня початку XX століття у Циганах;
- конюшня у селі Висічка (початок XX століття), гуральня у Пищатинцях (початок XX століття), пивниця в Пищатинцях (початок XX століття), будинок челяді в Скалі (початок XX століття), вхідний павільйон у Скалі (кінець XIX століття), оранжарея у Скалі (кінець XIX століття), плебанія початку XX століття в Циганах;
- поховання — усипальниця Сапігів у селі Більче-Золоте (XVIII століття), усипальниця Сапігів у Пилатківцях, цвинтар у Пищатинцях (початок XVIII століття), цвинтар початку XIX століття у Циганах;
- парк у містечку Скала-Подільська (XIX століття);
- оборонні споруди XVI—XVIII століття у Скалі;
- палац у Скалі (початок XX століття);
- житловий будинок кінця XIX століття, житловий будинок XVIII століття (вулиця Січових Стрільців).

#### Дерев'яні храми
| Село        | Назва церкви              | Рік побудови                   |
| ----------- | ------------------------- | ------------------------------ |
| Вовківці    | святого Миколая           | 1780                           |
| Гуштин      |                           |                                |
| Дубівка     | святого Симеона           | перевезена 1905 із села Цигани |
| Іване-Пусте | Івана Богослова           | 1763                           |
| Кривче      | Вознесіння Христового     | 1760                           |
| Сапогів     | святого Миколая           | 1777                           |
| Окопи       | Преображення Ісуса Христа | 1867                           |

### Пам'ятки природи
У Борщівському районі всього 88 територій та об'єктів природно-заповідного фонду (найбільше в Тернопільській області) загальною площею 1943,58 га.
Серед пам'яток природи:
- заказники Касперівський ландшафтний, Дача Галілея, Шупарський ботанічний, Королівський ботанічний, Сапогівський ботанічний, Вовковецький ботанічний, Пищатинський ботанічний, Урочище Кривиця,Озерянський загальнозоологічний;
- геологічні пам'ятки природи Урочище Трубчин, Печера Оптимістична, Печера «Озерна», Печера Кришталева, Печера Вертеба, Печера Ювілейна, Печера Збручанська, Печера На Хомах, Печера Язичеська, Печера Двох озер, Печера Славка, Силурійські відклади в Окопах, Дзвенигородське відслонення силуру, Силурійсько-девонські відклади в Дністровому, Відслонення силуру в Скалі-Подільській, Девонські відслонення у селі Кривче, Відслонення крейдової системи в селі Пилипче, Альбські відклади в Більче-Золотому, Відслонення силуру в Трубчині, Силурійські відклади в Кудринцях, Худиківське відслонення нижньокрейдових відкладів, Бабинецький менгір;
- гідрологічні пам'ятки природи Королівське джерело, Пилатківське джерело, Ниврянське джерело, Вигодське джерело, Борухівські озерця;
- ботанічні пам'ятки природи Урочище Подільська бучина, Скала-Подільська діброва, Циганська ділянка, Куртина дуба червоного, Шупарська бучина № 1, Шупарська бучина № 2, Гермаківська бучина, Мушкатівська бучина, Еталон модриново-ясеневого насадження з домішками сосни і дуба звичайного, Дзвиняцький горіх чорний, Мельнице-Подільський горіх чорний, Дністровецький горіх чорний, Трубчинський горіх чорний, Констанційський горіх чорний, Гермаківські липи, Дуб звичайний (1 дерево) № 7, Дуб звичайний (1 дерево) № 8, Озерянська модрина європейська, Констанційський дуб, Дуб Діброви, Скала-Подільський дуб, Вигодський дуб, Дзвенигородські дуби, Розсохський дуб, Дуби-брати тристовбурні, Дуб скельний, Бук-одинак, Сапогівські буки, Дубівська липа • Іванківські липи, Більче-Золотецькі тополі, Скала-Подільський ясен, Констанцівська карія біла, Більче-Золотецькі горіхи чорні, Шупарський феномен, Олексинська ділянка, Кривченська степова ділянка, Дзвенигородська степова ділянка № 1, Дзвенигородська степова ділянка № 2, Мельнице-Подільська стінка, Устянська ділянка, Надустянська ділянка, Більче-Золотецька ділянка № 1, Більче-Золотецька ділянка № 2, Тулин;
- зоологічні пам'ятка природи Скала-Подільська колонія чапель;
- Гермаківський дендропарк;
- парки-пам'ятки садово-паркового мистецтва Скала-Подільський парк • Більче-Золотецький парк;
- ландшафтний парк Дністровський каньйон.

## Відомі особи

### Письменники, поети, літературознавці
- Андріяшик Роман Васильович (1933–2000) — автор 10 романів. 1998 року за драматичний роман «Сторонець» відзначений Шевченківською премією
- Антофійчук Володимир Іванович (1955) — доктор філологічних наук, професор, літературознавець
- Астаф'єв Олександр Григорович (1952) — член НСПУ, автор понад 300 публікацій
- Верхратський Іван Григорович (1846–1919) — український письменник, філолог, природознавець
- Гермаківський Іван Михайлович (1931) — письменник, журналіст, фольклорист. Член Національної спілки письменників України (1997)
- Зозуляк Євген Тадейович (1943) — поет, автор семи поетичних збірок.
- Ковальчук Петро Іванович (1931–1995) — письменник, автор романів «Листи до живих», «Ростиславичі» та ін.
- Костів-Гуска Ганна Михайлівна (1947) — поетеса, член СПУ з 1982 року
- Попович-Боярська Климентина Карлівна (1863–1945) — українська письменниця, громадська діячка, вела переписку з Іваном Франком, в останній рік життя переїхала з чоловіком священиком О. Боярським в с. Бабинці, де 7 травня 1945 року померла і похована на сільському цвинтарі.
- Русенко Іван Юркович (1890–1960) — поет, художник, фольклорист
- Щербань Аркадій Артемович (Іван Труш) (1921) — перекладач, письменник

### Актори, співаки, композитори, диригенти
- Андрійчук Петро Олександрович (1958) — музикант, диригент хору «Дарничанка», професор Київського національного університету культури і мистецтва. Народився 17 січня 1958 року в Борщеві, закінчив Київську консерваторію, проживає в Києві. У 2000 році з хором «Дарничанка» був на гастролях у Борщеві.
- Виспінський Іван Ярославович (1964) — композитор, кобзар, фольклорист. Народився 23 червня 1964 року в с. Пищатинці Борщівського району, закінчив Рівненський інститут культури в 1989 році. Працює провідним методистом центру народної творчості в Тернополі. Лауреат Міжнародного фестивалю авторської пісні та співаної поезії «Оберіг», пісенного фестивалю «Доля».
- Драпак Григорій Миронович (1959) — [народний артист України]. Народився 3 квітня 1959 року в с. Констанція Борщівського району. Закінчив Озерянську середню школу, Теребовлянське культосвітнє училище. Артист розмовного жанру, гуморист, проживає в Тернополі.
- Довганюк Володимир (1920—1989) — драматичний актор. Народився в с. Вовківці Борщівського району, у 1930-х роках виїхав з батьками до Канади. Актор і адміністратор українського народного театру «Заграва». Зіграв більше 100 ролей.
- Камінський Віктор Євстахович (1953) — заслужений діяч мистецтв України (1995), композитор. Народився 8 квітня 1953 року в с. Нивра Борщівського району. У 1970—1972 роках навчався в Хмельницькому музичному училищі, у 1977 році закінчив композиторський факультет Львівської державної консерваторії ім. М.Лисенка у класі Володимира Флиса, у 1983—1985 роках навчався в аспірантурі при Московській державній консерваторії ім. П. Чайковського в класі Тихона Хрєннікова. У 1977—1978 роках працював викладачем Рівненського інституту культури, з 1978 року викладає композицію в Львівській державній консерваторії (нині Львівська національна музична академія ім. М. Лисенка), з 2002 р. — проректор з наукової роботи, професор кафедри композиції. Член Національної Спілки композиторів України з 1978 р., заступник Голови правління Львівської організації НСКУ. Лауреат премії ім. М. Лисенка (2000), лауреат премії ім. С. Людкевича (2004). У 2005 році став лауреатом Національної премії України ім. Т. Шевченка за Концерт № 2 «Різдвяний», симфонію-кантату «Україна. Хресна дорога», ораторію «Іду. Накликую. Взиваю…» та «Акафіст до Пресвятої Богородиці».
- Людмила Петровичеві-Смалева (1882—1971) — оперна співачка. Народилася на Буковині, працювала у Львівському театрі товариства «Українська бесіда». 1914 року театр гастролював у Борщеві, якого застала війна. Людмила залишилася жити в Борщеві, вийшла заміж за суддю Смаля, брала участь в аматорських колективах Борщева. Померла артистка 27 грудня 1971 року, похована на Борщівському цвинтарі.
- Мирослав Скала-Старицький (1909—1969) — оперний та камерний співак. Народився в Скала-Подільській 13 червня 1909 року. Закінчив Станіславську гімназію, Львівський музичний інститут ім. М. Лисенка. Працював оперним співаком у Львівському театрі опери та балету. У 1942 році виїхав до Відня. Працював солістом у 30-ти оперних театрах Європи. Помер і похований у Парижі.
- Юрчак Василь Михайлович (1876—1914) — український драматичний актор. Народився у Скала-Подільська, тут закінчив школу. Добре грав на скрипці, гарно співав, любив вирощувати квіти. Писав вірші, грав вистави. Працював актором у театрі «Руська бесіда». У 1913 році захворів на туберкульоз, приїхав у Теребовлю до родичів дружини і там помер. Похований на міському кладовищі 28 вересня 1914 року.

### Художники, скульптори, різьбярі
- Балан Іван Дмитрович (1941) — художник, графік, живописець. Член Національної Спілки художників України (1992). Народився 2 серпня 1941 року в с. Стрілківці Борщівського району. Закінчив Український поліграфічний інститут ім. І. Федорова у Львові (1975). Працював викладачем живопису в Борщівському будинку піонерів, викладачем Чернівецького культурно-освітнього училища, ст. художником н.-д. сектору Чернівецького держ. університету, з 1982 року — художник Чернівецького художньо-виробничого комбінату Художнього фонду України. Автор портретів, натюрмортів, краєвидів, екслібрисів, книжкової графіки та ін. Учасник численних виставок.
- Зоєчко Петро Миколайович (1935) — художник, живописець. Народився 16 лютого 1935 року в с. Гермаківка Борщівського району. Закінчив Львівське училище прикладного мистецтва ім.. І. Труша, з 1963 року працює в Івано-Франківських художніх майстернях. Член національної Спілки художників України. Брав участь у республіканських та зарубіжних виставках у Львові, Чернівцях, Києві, Москві, Канаді. Його твори зберігаються в багатьох музеях України та приватних колекціях. Його творчими роботами оформлений Гермаківський будинок культури.
- Гніздовський Яків Якович (1915—1985) — художник, графік, живописець, скульптор. Народився 27 січня 1915 року в с. Пилипче Борщівського району. Закінчив Чортківську гімназію, Львівську школу прикладного мистецтва, студіював також у Варшавській Академії Красних Мистецтв. Працював у Парижі, США. Художник світового рівня, його картини прикрашали Білий дім у США. Багато його графічних робіт знаходиться у Борщівському краєзнавчому музеї, та меморіальному музеї в селі. Помер 8 листопада 1985 року, прах його недавно перевезено на батьківщину і Львів і перепоховано на Личаківському кладовищі, у листопаді 2005 року, як він заповідав.
- Гаврик-Сікорська Оксана Петрівна (1944) — художник-різьбяр по дереву. Народилася 18 лютого 1944 року в с. Козачина, нині Ланівці Борщівського району. Закінчила Озерянську СШ, Косівське училище прикладного мистецтва, працює в Тернополі. Учасниця збірних виставок у Тернополі, Івано-Франківську, Запоріжжі, Києві, Борщеві. Талант майстрині перейшов від батька Петра Сікорського, народного майстра, різьбяра по дереву. Багато робіт Оксани Сікорської (вишиті карнизи, писанки, шкатулки) знаходяться в приватних колекціях Польщі, Канади, США, Німеччини та ін.
- Левицький Леопольд Іванович (1906—1973) — графік, живописець. Народився 7 серпня 1906 року в с. Бурдяківці Борщівського району. Закінчив гімназію у Чорткові, Краківську Академію Красних Мистецтв. З 1946 року проживав у Львові. Працював у різних техніках, зокрема у літогравюрі. Учасник виставок у Кракові, Кременці, Львові, Москві, Мінську, Варшаві, Сан-Франциско та ін. У 1996 році в с. Бурдяківці відкрито меморіальний музей його імені, відкрито також музей у Львові у квартирі, де проживав художник на вул.. Устиновича.
- Мердак Іван (1933) — скульптор по дереву. Народився 26 листопада 1933 року на Лемківщині. У 1946 році разом з батьками переїхав в с. Королівку Борщівського району. Закінчив Чернівецьке художньо-ремісниче училище № 5. У 1965 році переїжджає до Тернополя і там працює на творчій роботі. Учасник збірних виставок у Чернівцях, Тернополі, Києві, персональна виставка у Києві, Івано-Франківську, Чернівцях, Бережанах, Тернополі. Заслужений майстер народної творчості України.
- Стецько Василь Петрович (1950) — художник, живописець, графік. Член Національної Спілки художників України. Народився 6 березня 1950 року в с. Стрілків ці Борщівського району. Закінчив Королівську СШ, Український поліграфічний інститут ім.. Федорова відділ графіки. Автор монументальних розписів церков у селах Більче-Золоте, Горошова, Шишківці, Пищатинці та ін. На персональній виставці в Тернополі було представлено 70 творів живописного і графічного спрямування, прикладного мистецтва. Він є Головою Спілки художників Борщівщини «Потік». Його твори знаходяться у багатьох музеях України, приватних колекціях Львова, Канади, Польщі, Німеччини та ін.
- Стасюк Лідія Зінов'євна (1948) — художник-кераміст. Народилася 10 лютого 1948 року в с. Королівка Борщівського району. Закінчила Косовський технікум народних художніх промислів за спеціальністю — художня кераміка. З 1972 року — активний учасник виставок прикладного мистецтва в Тернополі, Києві, Москві, Пензі, Львові, Білорусі. Її декоративні тарілки знаходяться у приватних колекціях багатьох людей. Проживає і працює в с. Королівка.

### Журналісти, публіцисти
- Вировий Микола Йосипович (1920—1993) — заслужений журналіст України, публіцист, краєзнавець. Народився 18 червня 1920 року на Миколаївщині, у 1950 році переїхав у Скала-Подільську, де працював у районній газеті «Вільна праця». У 1959 році переїхав у Борщів, працював відповідальним секретарем районної газети «Надзбручанська правда» до 1992 року. Мав багато цікавих публікацій, збирав легенди, малював портрети відомих людей.
- Довгошия Петро Іванович (1956) — заступник редактора районної газети «Галицький вісник», член Спілки журналістів України. Народився у 1956 році в с. Чорнокінці Чортківського району, закінчив Кам'янець-Подільський педінститут, філологічний факультет. У 1991 році став одним із організаторів створення районної газети «Галицький вісник». Петро Іванович — високоосвічена людина, інтелігент, яскрава особистість, талановитий журналіст, патріот України. Цікавою є його авторська сторінка «Про те, що схвилювало». Він автор книг «Песимістичні монологи оптиміста», "Борщівська «Просвіта», готуються нові книги.
- Колянківський Микола Спиридонович (1912—1985) — журналіст, письменник, літературознавець. Народився 19 червня 1912 року в с. Панівці колишнього Мельнице-Подільського району. Дитинство провів в с. Гермаківка. Вчився у гімназії Бучача і Станіслава. Був редактором щоденника «Краківські вісті», тижневика «Час» у Німеччині. У 1949 році переїхав до Парижа. Там видає український журнал «Ми і світ», а в 1955 році переїхав до Канади. Тут виходять з друку його книги фельєтонів, сатири і гумору «Бомби на весело», «Амбасадори», «Товпа» та ін. У 1957 році Микола Колянківський відкрив у Канаді першу Картинну галерею «Ми і світ» у м. Ніагара (провінція Онтаріо). Помер 28 жовтня 1985 року, похований в с. Гермаківка.
- Малайський Володимир (1939) — журналіст, публіцист, поет. Народився в 1939 році в Польщі, в 1946 році переїхав в с. Королівку разом з батьками. Закінчив Львівський університет факультет журналістики. Працює на Львівському радіо.

### Діячі визвольного руху
- Сенів Юрко (псевдо: «Костенко») (1923 — † 26 серпня 1946, с. Цигани) — діяч ОУН та УПА, Лицар Срібного Хреста Бойової Заслуги ІІ класу , Бронзового Хреста Бойової Заслуги (посмертно).

### Промисловці, підприємці
- Романюк Іван — агроном, кооператор і промисловець, родом з Борщівщини. Співвласник фабрики картонних виробів «Декоро» і власник фабрики свічок «Астра» у Львові.
- Сенищ Павло Миколайович — заслужений економіст України. Народився в селі Нивра.

### Перебували
- Борис Антоненко-Давидович — український письменник, 1958року приїжджав у села Окопи, Трубчин, Боришківці та Вигода, зустрічався з Є. Долинюк; написав про це у нарисі «Нема Збруча», опубліковану у книзі «Збруч» (1959)[5].

## Галерея

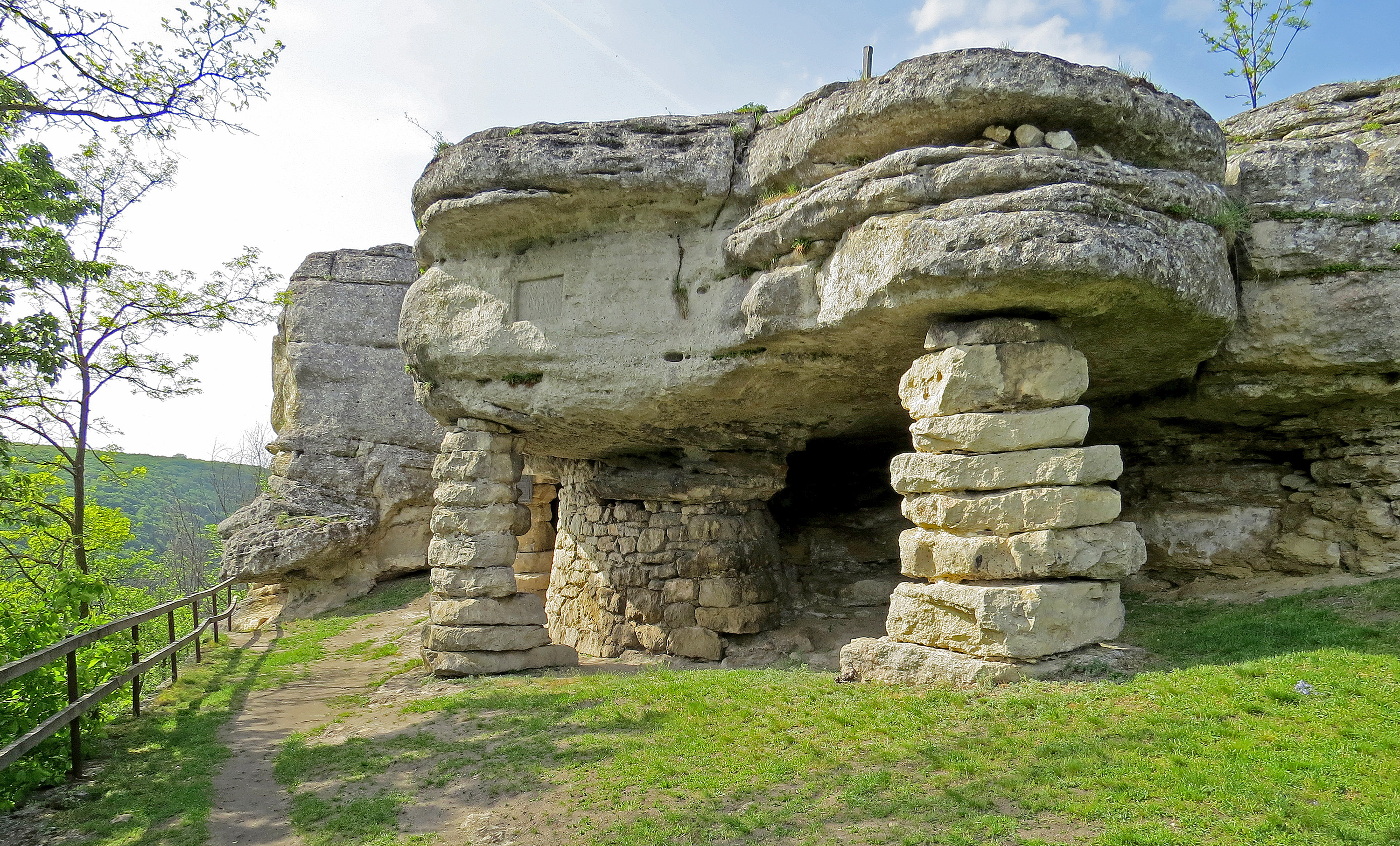
Печера Язичницька в селі Монастирок